# Jardinópolis (Santa Catarina)
Pour les articles homonymes, voir Jardinópolis.
Jardinópolis est une ville brésilienne située dans la mésorégion Ouest de Santa Catarina, dans l'État de Santa Catarina.

## Géographie
Jardinópolis se situe par une latitude de 26° 43′ 18″ sud et par une longitude de 52° 51′ 35″ ouest, à une altitude de 525 mètres. Sa population était de 1 766 habitants au recensement de 2010. La municipalité s'étend sur 68 km2.
Elle fait partie de la microrégion de Chapecó, dans la mésorégion ouest de Santa Catarina.

## Administration

### Liste des maires
Depuis son émancipation de la municipalité d'União do Oeste en 1992, Jardinópolis a successivement été dirigée par :
- Ademir Dal Bianco - 1993 à 1996
- Lênio Aluísio Foresti - 1997 à 2000
- Arlindo Sasset Provin - 2001 à 2004
- Sadi Gomes Ferreira - 2005 à 2008
- Dorildo Pegorini - 2009 à aujourd'hui

### Divisions administratives
La municipalité est constituée d'un seul district, siège du pouvoir municipal.

## Villes voisines
Jardinópolis est voisine des municipalités (municípios) suivantes :
- Formosa do Sul
- Irati
- Pinhalzinho
- Quilombo
- Sul Brasil
- União do Oeste